# Maschera funeraria di Tuia
La maschera funeraria di Tuia è la maschera funeraria in cartonnage dorato, pietre semi-preziose e vetro della nobile egizia Tuia, che fu madre della "Grande sposa reale" Tiy, suocera del faraone Amenofi III (circa 1388–1350 a.C.), nonna materna di Akhenaton (circa 1350–1334 a.C.) e bisnonna di Tutankhamon (1332–1323 a.C.).

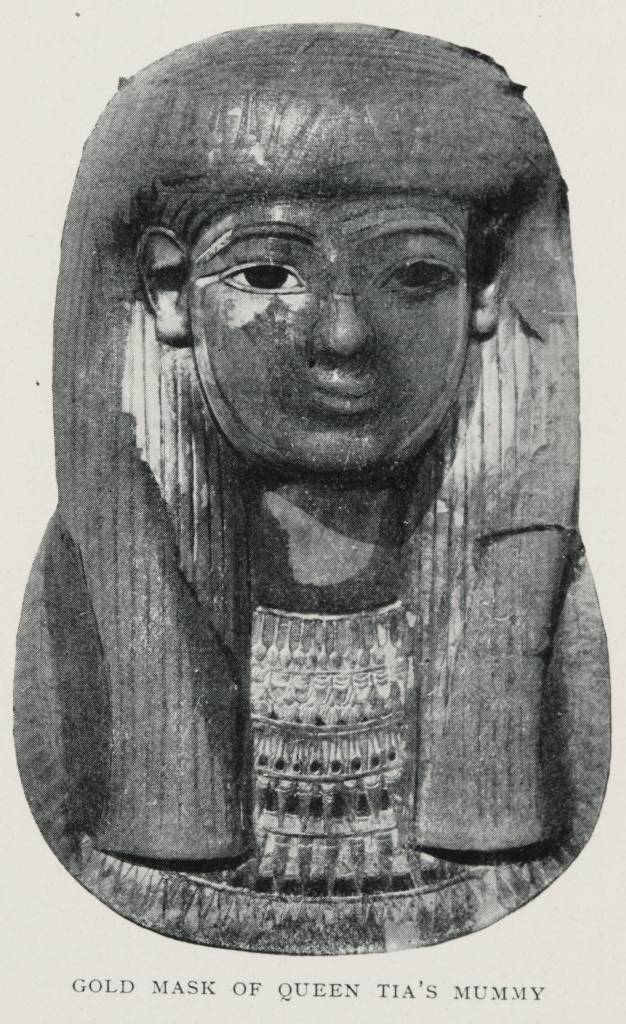
Fotografia del 1906.

La maschera funeraria è descritta dalla formula nº151b del "Libro dei morti" come un elemento magico inderogabile per la protezione del capo dei defunti e ne identifica le varie parti con quelle di varie divinità egizie; un'iscrizione sulla maschera funeraria di Tutankhamon recita:
Questa maschera copriva la mummia della nobildonna Tuia, "cantrice di Hathor", "Sovrintendente degli harem" di Min ad Akhmim e di Amon a Tebe. Insieme al marito Yuya, Tuia fu sepolta nella Valle dei Re, nella tomba KV46 che fu scoperta il 5 febbraio 1905 da James Edward Quibell, per conto del milionario Theodore Davis e dell'archeologo Arthur Weigall. La loro sepoltura è la meglio conservata fra quelle scoperte prima della tomba di Tutankhamon (1922), loro pronipote.
Il corpo di Tuia giaceva in una serie di sarcofagi lignei, nei quali la maschera fu rinvenuta rotta in due parti; fu poi restaurata nel 1982. Gli scopritori faticarono nel rimuovere le bende di lino che la ricoprivano, incollate alla superficie della maschera dagli unguenti rappresi sparsi dagli antichi imbalsamatori. Parte delle resine e degli oli ormai anneriti è sopravvissuta sul retro del reperto.
Il viso di Tuia è percorso da un grazioso sorriso, ravvivato dagli occhi in quarzo e vetro blu con accenni di rosso. Indossa una pesante parrucca striata che passa dietro alle orecchie ed è trattenuta da una fascia floreale. Il seno è interamente coperto da un grande pettorale composto da sei giri di vetri policromi incastonati, alternati a dorature, a forma di petali.